# جلجامش II
جلجامش II (بالإنجليزية: Gilgamesh II)‏ سلسلة من أربع إصدارات محدودة تم إصدارها في عام 1989 من قبل دي سي كومكس.
كتبه ورسمه جيم ستارلين وركز على آخر الناجين من سباق الفضاء. 
يتعامل العدد الاول مع طفل غريب يصل إلى الأرض، بمفرده، لينمو ويصبح أقوى كائن على وجه الكوكب، طوال هذا الوقت يعتقد بأنه فريد. ثم يكتشف أنه ليس وحيدًا بعد كل شيء اسمه: جلجامش.
يتعامل العدد الثاني مع جلجامش يواجه «نايتشادو» في أمريكا الوسطى، لتحديد من أو ما هو.
العدد الثالث يواجه كل من جلجامش وأوتو النينجا الروبوتي القاتل، ولن يتمكن سوى واحد منهم من النجاة من «شفق الدم».
العدد الرابع يبحث جلجامش على طريقة لإرجاع أوتو إلى الحياة ويجعله في الفراغ حيث سيكافأ بحثه أو سيجد نفسه ينضم إلى صديقه الراحل.